# Pilosella
Pilosella é um género botânico pertencente à família Asteraceae.